# Símbols de la Barraca d'Aigües Vives
L'escut i la bandera de la Barraca d'Aigües Vives són els símbols representatius oficials de la Barraca d'Aigües Vives, entitat local menor del País Valencià, pertanyent al terme municipal d'Alzira, a la comarca de la Ribera Alta.

## Escut heràldic
Fou aprovat per Resolució de 30 de gener de 2007 del conseller de Justícia, Interior i Administracions Públiques, publicada al DOGV núm. 5459 de 27 de febrer, correcció de 22 de juliol de 2020, publicada al DOGV núm. 8869 de 29 de juliol, amb el següent blasonament:
| « | Escut quadrilong de punta redona. Partit. En el primer quarter, de gules, una barraca d'argent; en cap, encaixat de tres puntes d'argent. En el segon quarter, en camp d'atzur, una font hexagonal claustral d'argent, de què brolla aigua i damunt d'ella una estrela de vuit puntes del mateix metall. | » |

## Bandera
Fou aprovada per Resolució de 5 de desembre de 2012, del conseller de Presidència, publicada al DOGV núm. 6921 de 12 de desembre, amb la següent descripció:
| « | Bandera de proporcions 2:3. Partida per meitat vertical, a l'asta de blau i a la punta de roig, l'escut al centre. | » |

El dia 1 de maig de 2013 es va celebrar l'acte institucional de la nova bandera, que va comptar amb la benedicció religiosa, el recorregut per diversos carrers de la població i el reconeixement als denominats «padrins de la bandera».